# Релаксин
Релаксин — биологически активное вещество, гипотетический гормон, производимый желтым телом. Впервые был описан в 1926 г. Хайсо (F. L. Hisaw).

## Описание
Релаксин — полипептид с молекулярной массой около 6000. Состоит из двух цепей А и В примерно одинакового размера, ковалентно связанными дисульфидными мостиками. Релаксин, как инсулин, синтезируется в форме предшественника препрорелаксина, который превращается в зрелый гормон в результате отщепления сигнального пептида и соединения двух цепей. У людей две молекулярные формы релаксина, обозначаемые H1 и H2, и кодируются двумя отдельными генами. H2 основная форма соответствует циркулирующему релаксину, производимому яичником. H1 производится только децидуальной оболочкой и трофобластом, вместе с H2. Продуцируется в жёлтом теле, либо в плаценте, либо в эндометрии. Химическая структура релаксина установлена в 1977 г..

## Функции
При беременности этот гормон вызывает расслабление мышц лонного сочленения тазовых костей и связок крестцово-подвздошного сустава, а также расширение канала шейки матки, благодаря чему происходит расширение таза, что способствует нормальному протеканию родов, так же предполагают его наличие в черепном шве и периодонтальной связке. Релаксин, в синергизме со стероидами яичников, оказывает стимулирующее действие на рост молочных желёз.